# Borolia rufescens
Borolia rufescens är en fjärilsart som beskrevs av M.Gaede 1916. Borolia rufescens ingår i släktet Borolia och familjen nattflyn. Inga underarter finns listade i Catalogue of Life.